# Cantorsche Paarungsfunktion
Die Cantorsche Paarungsfunktion, manchmal auch Nummerierungsfunktion genannt, ist eine unter anderem in der theoretischen Informatik verwendete Abbildung, die auf dem Diagonalargument von Cantor basiert.
Mit ihr kann man ein beliebiges Paar {\displaystyle (x,y)} natürlicher Zahlen durch eine einzige natürliche Zahl {\displaystyle n} darstellen. Man nummeriert damit alle Zahlenpaare. Diese Nummerierung ist sogar eindeutig umkehrbar. Das heißt, man kann aus der Zahl {\displaystyle n} das ursprüngliche Zahlenpaar {\displaystyle (x,y)} wieder ermitteln. Mathematisch gesprochen heißt das: Die Cantorsche Paarungsfunktion ist eine bijektive totale Funktion {\displaystyle \pi \colon \mathbb {N} ^{2}\to \mathbb {N} }.
Die Idee der diagonalen Abzählung der Menge aller Paare natürlicher Zahlen geht auf Georg Cantor zurück.
Die Verallgemeinerung der Cantorschen Paarungsfunktion von Paaren auf Tupel wird als Cantorsche Tupelfunktion bezeichnet.

## Motivation
In der theoretischen Informatik wird die Cantorsche Paarungsfunktion bzw. Tupelfunktion benutzt, um Funktionen, die mehr als einen Parameter haben, auf Funktionen zurückzuführen, die nur genau einen Parameter haben, was viele Beweise deutlich erleichtert.
Die Zurückführung eines Problems auf ein (eventuell einfacheres) bereits bekanntes Problem ist eine bewährte Beweistechnik, die man als Reduktion bezeichnet.
Mit der Cantorschen Paarungsfunktion bzw. Tupelfunktion lässt sich die Berechenbarkeit von {\displaystyle k}-stelligen Zahlenfunktionen auf die Berechenbarkeit von einstelligen Zahlenfunktionen reduzieren.
Das heißt, man kann sich bei der Untersuchung der Berechenbarkeit von Zahlenfunktionen auf die Untersuchung von Einstelligen beschränken und weiß, dass die gewonnenen Ergebnisse für alle (also auch für die mehrstelligen) Zahlenfunktionen gelten.

## Grundsätzliches
Es ist vielleicht nicht unmittelbar einsichtig, dass es möglich ist, alle beliebigen Kombinationen von zwei Zahlen durch eine Zahl zu kodieren: Die Menge aller Zahlenpaare {\displaystyle \mathbb {N} ^{2}=\mathbb {N} \times \mathbb {N} } scheint viel größer zu sein als die Menge aller Zahlen {\displaystyle \mathbb {N} }.
Die Cantorsche Paarungsfunktion zeigt jedoch, dass beide Mengen gleich groß sind, denn sie stellt eine 1:1-Beziehung her. Sie ist eine Bijektion.
Eine Menge, die man bijektiv auf die natürlichen Zahlen abbilden kann, nennt man abzählbar unendlich; insbesondere haben die natürlichen Zahlen selbst diese Eigenschaft. Die Cantorsche Paarungsfunktion zeigt dann, dass auch die Menge der Paare natürlicher Zahlen abzählbar unendlich ist.

## Definition
Die Cantorsche Paarungsfunktion definiert man als
{\displaystyle \pi \colon \mathbb {N} \times \mathbb {N} \to \mathbb {N} }
{\displaystyle (x,y)\mapsto \pi (x,y):=y+\sum _{i=0}^{x+y}i=y+{\frac {1}{2}}(x+y)(x+y+1)},
wobei man die natürlichen Zahlen bei 0 beginnen lässt. (Siehe z. B. DIN-Norm 5473)
Kurzschreibweise:
{\displaystyle \langle x,y\rangle =\pi (x,y)=n}
{\displaystyle n} kodiert das Paar {\displaystyle (x,y)}
Hier ist eine Skizze der Diagonal-Abzählung:
Auf den Achsen sind die beiden Werte aufgetragen, wie in einer Entfernungstabelle schlägt man den Wert der Cantorschen Paarungsfunktion im Schnittpunkt nach, zum Beispiel {\displaystyle \langle 1,2\rangle =8}.
Die Nummerierung ist denkbar einfach: Man zählt diagonal mit Null beginnend die Paare ab: (0,0), (1,0), (0,1), (2,0), (1,1), (0,2) usw.
Man kann das obige Bildungsgesetz direkt ablesen, wenn man sich die Summation jeweils über eine Spalte verdeutlicht.

## Erweiterung aufk-Tupel
Durch mehrfache Anwendung lassen sich auch {\displaystyle k}-Tupel eindeutig nummerieren.
Man definiert induktiv für {\displaystyle k=1,2,3,\dotsc } die Funktionen
{\displaystyle \pi ^{(k)}\colon \mathbb {N} ^{k}\to \mathbb {N} }
mit Hilfe der Paarungsfunktion {\displaystyle \pi } durch:
{\displaystyle \pi ^{(1)}(x)=x}
und
{\displaystyle \pi ^{(k+1)}(x_{1},\dotsc ,x_{k+1})=\pi (\pi ^{(k)}(x_{1},\dotsc ,x_{k}),x_{k+1})}
Die Funktionen {\displaystyle \pi ^{(k)}} bezeichnet man als Cantorsche Tupelfunktionen.
Kurzschreibweise:
{\displaystyle \langle x_{1},x_{2},\dotsc ,x_{k}\rangle :=\pi ^{(k)}(x_{1},x_{2},\dotsc ,x_{k})}

## Umkehrfunktion
Die Cantorsche Paarungsfunktion besitzt als Umkehrfunktion die Dreieckswurzel. Die Umkehrung ist eindeutig und berechenbar. Letzteres ist für die Anwendung in der theoretischen Informatik wichtig, da die Berechenbarkeit der Funktion und der Umkehrfunktion Bedingung ist, um ohne Probleme alle berechenbaren Funktionen durch einstellige Funktionen darzustellen.
Umkehrbar heißt, man kann aus einer Zahl {\displaystyle n} auf die beiden Zahlen {\displaystyle x} und {\displaystyle y} schließen, für die {\displaystyle \pi (x,y)=n} gilt. Die Umkehrfunktion setzt sich aus zwei Hilfsfunktionen {\displaystyle f} und {\displaystyle q} zusammen:

### Formale Definition
Man schreibt ihre Inverse {\displaystyle \left(\pi ^{(k)}\right)^{-1}\colon \mathbb {N} \to \mathbb {N} ^{k}} komponentenweise als {\displaystyle \pi _{i}^{(k)}\colon \mathbb {N} \to \mathbb {N} }, wobei gilt:
{\displaystyle \pi _{i}^{(k)}=\operatorname {pr} _{i}^{(k)}\circ \left(\pi ^{(k)}\right)^{-1}}
vermöge der Projektion
{\displaystyle \operatorname {pr} _{i}^{(k)}(x_{1},\dotsc ,x_{k})=x_{i}},
welche die {\displaystyle i}-te Komponente aus einem Tupel der Länge {\displaystyle k} auswählt.
Bei Paaren (der Fall {\displaystyle k=2}) schreibt man kurz {\displaystyle \pi _{1}^{(2)}=\pi _{1}} und {\displaystyle \pi _{2}^{(2)}=\pi _{2}}, sodass man die Inverse der Paarungsfunktion als {\displaystyle \pi ^{-1}=(\pi _{1},\ \pi _{2})} schreiben kann.
Mit den Hilfsfunktionen (Dreieckszahl)
{\displaystyle f(w)=\sum _{i=0}^{w}i={\frac {w(w+1)}{2}}}
und
{\displaystyle q(z)=\max\{v\mid f(v)\leq z\}}
oder (abgerundete Dreieckswurzel)
{\displaystyle q(z)=\left\lfloor {\frac {{\sqrt {8z+1}}-1}{2}}\right\rfloor }
kann man {\displaystyle \pi _{1}} und {\displaystyle \pi _{2}} wie folgt für {\displaystyle z} berechnen:
{\displaystyle \pi _{2}(z)=z-f(q(z))}
{\displaystyle \pi _{1}(z)=q(z)-\pi _{2}(z)}

### Beispiel
Welches Zahlenpaar repräsentiert die Zahl 17?
Dazu bestimmt man zunächst die größte natürliche Zahl {\displaystyle w}, für die {\displaystyle f(w)\leq 17} gilt. Das lässt sich entweder durch Ausprobieren ermitteln (dabei hilft die Wertetabelle von {\displaystyle f(w)}):
```
j 
00
 0    1    2    3    4    5    6
f(j) 0    1    3    6   10   15   21
```

oder über die abgerundete Formel der Dreieckswurzel:
{\displaystyle q(17)=\left\lfloor {\frac {{\sqrt {8\cdot 17+1}}-1}{2}}\right\rfloor =5}
Nun kann man einsetzen:
{\displaystyle \pi _{2}(17)=17-f(5)=17-{\frac {5(5+1)}{2}}=17-15=2}
{\displaystyle \pi _{1}(17)=5-2=3}
Also gilt {\displaystyle \langle 3,2\rangle =17.} Das lässt sich einfach anhand der Skizze oben verifizieren.

## Computerimplementierungen

### Implementierung der Berechnungen in Java
Bei großen Werten von {\displaystyle z} steigt der Zeitbedarf durch die WHILE-Schleife enorm, daher wurde darauf verzichtet, Schleifen zu verwenden, und stattdessen die Variante mit der Dreieckswurzel implementiert:
```
  
public
 
class
 
Cantor
 
{

    
public
 
static
 
long
 
compute
(
long
 
x
,
 
long
 
y
)
 
{

      
return
 
(
x
+
y
)
*
(
x
+
y
+
1
)
/
2
 
+
 
y
;

    
}

    
public
 
static
 
long
 
computeX
(
long
 
z
)
 
{

      
long
 
j
 
=
 
(
long
)
 
Math
.
floor
(
Math
.
sqrt
(
0.25
 
+
 
2
*
z
)
 
-
 
0.5
);

      
return
 
j
 
-
 
(
z
 
-
 
j
*
(
j
+
1
)
/
2
);

    
}

    
public
 
static
 
long
 
computeY
(
long
 
z
)
 
{

      
long
 
j
 
=
 
(
long
)
 
Math
.
floor
(
Math
.
sqrt
(
0.25
 
+
 
2
*
z
)
 
-
 
0.5
);

      
return
 
z
 
-
 
j
*
(
j
+
1
)
/
2
;

    
}

  
}

```

Die Methode compute berechnet die dem übergebenen Zahlenpaar (x y) zugeordnete Zahl, computeX und computeY sind die Umkehrfunktionen von compute.

### Implementierung der Berechnungen in Python
```
from
 
math
 
import
 
isqrt

def
 
cantor
(
x
,
 
y
):

    
return
 
(
x
 
+
 
y
)
 
*
 
(
x
 
+
 
y
 
+
 
1
)
 
//
 
2
 
+
  
y

def
 
invCantor
(
z
):

    
j
 
=
 
(
isqrt
(
8
 
*
 
z
 
+
 
1
)
 
-
 
1
)
 
//
 
2

    
x
 
=
 
j
 
-
 
(
z
 
-
 
j
 
*
 
(
j
 
+
 
1
)
 
//
 
2
)

    
y
 
=
 
z
 
-
 
j
 
*
 
(
j
 
+
 
1
)
 
//
 
2

    
return
 
(
x
,
 
y
)

```

Die Funktion cantor berechnet die dem übergebenen Zahlenpaar (x y) zugeordnete Zahl (z).
Die Funktion invCantor berechnet das der Zahl (z) entsprechende Zahlenpaar (x, y).

### Pascal-Programm zur Berechnung der Umkehrung
Das folgende Pascal-Programm berechnet die Umkehrfunktion {\displaystyle \pi ^{-1}}:
```
 
procedure
 
CantorPair
(
I
 
:
 
Integer
;
 
Var
 
X
,
Y
 
:
 
Integer
)
;

 
{ Gibt das i-te Paar (X,Y) in Diagonalabzaehlung zurueck }

 
var

    
J
 
:
 
Integer
;

    
function
 
F
(
Z
 
:
 
Integer
)
 
:
 
Integer
;

    
begin

       
F
 
:=
 
(
Z
 
*
 
(
Z
 
+
 
1
))
 
div
 
2

    
end
;

    
function
 
Q
(
Z
 
:
 
Integer
)
 
:
 
Integer
;

    
var

       
V
 
:
 
Integer
;

    
begin

       
V
 
:=
 
0
;

       
while
 
F
(
V
)
 
<=
 
Z
 
do

          
V
 
:=
 
V
 
+
 
1
;

       
Q
 
:=
 
V
 
-
 
1

    
end
;

 
begin

    
J
 
:=
 
Q
(
I
)
;

    
Y
 
:=
 
I
 
-
 
F
(
J
)
;

    
X
 
:=
 
J
 
-
 
Y
;

 
end
;

```

Hinweis: Wird das Pascal-Programm auf realen Rechnern übersetzt, muss es mit den Einschränkungen realer Rechner leben. Das heißt, dass bei großen Werten von {\displaystyle z} Integer-Überläufe das Ergebnis verfälschen. Für die Anschauung ist ein Pascal-Programm jedoch verständlicher als eine Registermaschine.

## Berechenbarkeit
Die Cantorsche Paarungsfunktion ist eine totale, bijektive, berechenbare (sogar primitiv-rekursive) Funktion, daher ist auch ihre Umkehrung berechenbar.

### Beweis der Berechenbarkeit der Cantorschen Paarungsfunktion
Eine Methode zu beweisen, dass eine Funktion berechenbar ist, ist, eine Registermaschine anzugeben, welche die Funktion berechnet.
Dieser Maschine muss man im Register {\displaystyle R1} den Funktionsparameter {\displaystyle x} und im Register {\displaystyle R2} {\displaystyle y} übergeben. Man erhält dann im Ausgaberegister {\displaystyle R0} den Wert von {\displaystyle \pi } an der Stelle {\displaystyle (x,y)}.
Die folgende zweistellige Maschine berechnet die Cantorsche Paarungsfunktion {\displaystyle \pi (x,y)={\frac {1}{2}}(x+y)(x+y+1)+y}:
```
R4 = R1 + R2
R5 = R4 + 1
R4 = R4 * R5
R4 = R4 / 2
R0 = R4 + R2
```

Auf einen formalen Beweis, dass die Registermaschine tatsächlich die Funktion berechnet, wird verzichtet: Das ist offensichtlich erkennbar, wenn man die Funktionsvorschrift zur Berechnung der Cantorschen Paarungsfunktion mit der Maschine vergleicht.
Diese Registermaschine nutzt jedoch Befehle, die die einfache Registermaschine nicht kennt. Die einfache Registermaschine kennt nur die Operationen {\displaystyle R+1}, {\displaystyle R-1} und den einfachen Test.
Durch Verfeinerung lässt sich diese Registermaschine aber auf eine einfache Registermaschine zurückführen.
Damit gibt es eine Registermaschine, die die Cantorsche Paarungsfunktion berechnet. Somit ist die Cantorsche Paarungsfunktion berechenbar.

### Beweis der Berechenbarkeit der Umkehrfunktion
Für den Beweis der Umkehrfunktion bietet es sich an, eine andere Definition der Berechenbarkeit zu nutzen:
Eine Funktion ist genau dann berechenbar, wenn ein WHILE-Programm existiert, das diese Funktion berechnet.
Das oben angegebene Pascal-Programm lässt sich zu einem WHILE-Programm verfeinern. Also gibt es ein WHILE-Programm, das die Umkehrfunktion berechnet. Somit ist auch die Umkehrung berechenbar.

### Anwendung der Berechenbarkeit
Aus der Berechenbarkeit der Cantorsche Paarungsfunktion und ihrer Umkehrung folgt, dass es für die Theorie der Berechenbarkeit ausreichend ist, sich mit einstelligen Funktionen von {\displaystyle \mathbb {N} \to \mathbb {N} } zu befassen. Für Funktionen von {\displaystyle \mathbb {N} ^{n}\to \mathbb {N} ^{m}} folgt die Berechenbarkeit dann durch die Anwendung der Cantorschen Paarungsfunktion und ihrer Umkehrfunktion:
{\displaystyle f\colon \mathbb {N} ^{n}\to \mathbb {N} ^{m}} ist berechenbar
genau dann, wenn es eine berechenbare Funktion {\displaystyle g\colon \mathbb {N} \to \mathbb {N} } gibt mit
{\displaystyle \forall n\in \mathbb {N} ^{n}:f(n):=\pi _{m}^{-1}\left(g\left(\pi _{n}(n)\right)\right).}
Man kann zum Beispiel zeigen, dass sich alle rationalen Zahlen durch ein geordnetes Tripel {\displaystyle (i,j,k)} natürlicher Zahlen darstellen lassen. Damit kann man die Berechenbarkeit leicht von den natürlichen Zahlen auf die Menge der rationalen Zahlen erweitern.

## Herkunft
Die Idee stammt aus der Mengenlehre von Georg Cantor. Er hatte die Idee, die Größe einer Menge (Mächtigkeit, Kardinalität) mit der Größe einer anderen Menge zu vergleichen, indem man versucht, eine 1:1-Abbildung (Bijektion) dieser Menge mit der anderen Menge zu finden. Jedem Element der ersten Menge soll genau ein Element der zweiten Menge zugeordnet werden und umgekehrt. Das erscheint kompliziert, findet aber seine Berechtigung, wenn es um Mengen mit unendlich vielen Elementen geht. Siehe auch Galileis Paradoxon.
Mit einer Diagonal-Abzählung (wie oben angedeutet) zeigt man leicht, dass bei einer abzählbaren Menge {\displaystyle M} das kartesische Produkt {\displaystyle M\times M=M^{2}=\{(a,b)\mid a,b\in M\}} gleichmächtig ist zu {\displaystyle M}, was vielleicht gegen die Intuition spricht, da hier Tupel verschiedener Dimension auftreten.

## Alternativen
Für zwei benachbarte Punkte {\displaystyle (x,y)} und {\displaystyle (x',y')} auf der Trajektorie der Umkehrfunktion kann {\displaystyle \max(|x-x'|,|y-y'|)} beliebig groß werden, was bei der Anwendung der Abzählung unerwünscht sein kann. Daher betrachtet man auch eine Variante der Cantorschen Abzählung, bei der stets {\displaystyle \max(|x-x'|,|y-y'|)=1} gilt und die in diesem Sinn stetig ist. Diese Form wird die boustrophedonische Cantor-Abzählung genannt, da hier der Pfad nicht von der {\displaystyle y}-Achse zur {\displaystyle x}-Achse springt (wie in der Skizze oben dargestellt), sondern an den Achsen
wendet. Sie ist auf OEIS als A319571 beschrieben.
Es gibt viele andere Möglichkeiten, Paare natürlicher Zahlen bijektiv durch eine natürliche Zahl zu kodieren, z. B. kann man mit der Formel {\displaystyle \max(r,c)^{2}+\max(r,c)+(-1)^{1+\max(r,c){\text{ mod }}2}\cdot (r-c)} spiralförmig abzählen:
| r\c | 0  | 1  | 2  | 3  | 4 |
| 0   | 0  | 1  | 8  | 9  | . |
| --- | -- | -- | -- | -- | - |
| 1   | 3  | 2  | 7  | 10 | . |
| 2   | 4  | 5  | 6  | 11 | . |
| 3   | 15 | 14 | 13 | 12 | . |
| 4   | .  | .  | .  | .  | . |

Auch die einfache Formel {\displaystyle 2^{x}\cdot (2y+1)} liefert eine Bijektion zwischen {\displaystyle {\mathbb {N} }\times {\mathbb {N} }} und {\displaystyle {\mathbb {N} }\setminus \{0\}}:
```
   | 0   1   2   3   4    y
 --+----------------------->
 0 | 1   3   5   7   .
 1 | 2   6  10  14   .
 2 | 4  12  20  28   .         

  

    

      

        
z

        
=

        

          
2

          

            
x

          

        

        
⋅

        
(

        
2

        
y

        
+

        
1

        
)

      

    

    
{\displaystyle z=2^{x}\cdot (2y+1)}

  

 3 | 8  24  40  56   .
 4 | .   .   .   .   .
   |
 x v
```

Beweis der Umkehrbarkeit: {\displaystyle x} ist die größte natürliche Zahl so, dass {\displaystyle 2^{x}} ein Teiler von {\displaystyle z} ist, also die Anzahl der Faktoren {\displaystyle 2} in der Primfaktorzerlegung von {\displaystyle z}. Sei {\displaystyle R={\tfrac {z}{2^{x}}}}. Dann ist {\displaystyle y={\tfrac {R-1}{2}}}.
Die Primfaktorzerlegung gibt eine Möglichkeit an, beliebige endliche Tupel natürlicher Zahlen durch natürliche Zahlen zu kodieren:
{\displaystyle \langle i_{1},i_{2},i_{3},i_{4},i_{5},\dotsc \rangle =2^{i_{1}}3^{i_{2}}5^{i_{3}}7^{i_{4}}11^{i_{5}}\dotsb }
Beispiel:
{\displaystyle \langle 2,1,0,1,0,0\rangle =2^{2}3^{1}5^{0}7^{1}11^{0}13^{0}=4\cdot 3\cdot 7=84}